# Barbara Sobaszkiewicz
Barbara Sobaszkiewicz, po mężu Kapaś (ur. 23 października 1990) – polska tenisistka, brązowa medalistka Uniwersjady z 2013 roku w grze podwójnej kobiet w parze z Sylwią Zagórską. Wielokrotna mistrzyni Polski.
W swojej karierze wygrała jeden singlowy i jedenaście deblowych turniejów rangi ITF. Jej najwyższą pozycją w rankingu WTA jest 475. miejsce w singlu (17 września 2012) oraz 208. miejsce w deblu (7 maja 2012).
Wielokrotnie zdobywała tytuły mistrzyni Polski (w 2011 i 2012 w grze podwójnej kobiet oraz w 2011 i 2013 w grze mieszanej) oraz halowej mistrzyni Polski (2012 w grze podwójnej kobiet).

## Wygrane turnieje ITF
| turnieje z pulą nagród 100 000 $ |
| turnieje z pulą nagród 75 000 $  |
| turnieje z pulą nagród 50 000 $  |
| turnieje z pulą nagród 25 000 $  |
| turnieje z pulą nagród 15 000 $  |
| turnieje z pulą nagród 10 000 $  |

### Gra pojedyncza
|    | Data       | Turniej   | Naw.    | Przeciwniczka   | Wynik       |
| 1. | 16/08/2010 | Wahlstedt | Ceglana | Korina Perkovic | 6:0, 7:6(6) |

### Gra podwójna
|     | Data       | Turniej  | Naw.           | Partnerka           | Przeciwniczki                            | Wynik             |
| 1.  | 22/02/2010 | Portimão | Twarda         | Justyna Jegiołka    | Gally De Wael Anett Schutting            | 3:6, 7:6(6), 10–5 |
| 2.  | 03/05/2010 | Badalona | Ceglana        | Olga Brózda         | Sheila Solsona-Carcasona Alina Sullivan  | 6:1, 6:4          |
| 3.  | 31/01/2011 | Coimbra  | Twarda         | Kim Grajdek         | Ulrikke Eikeri Arabela Fernandez Rabener | 7:6(1), 6:3       |
| 4.  | 14/03/2011 | Amiens   | Ceglana (hala) | Paula Kania         | Iveta Gerlová Lucie Kriegsmannová        | 3:6, 6:4, 10–6    |
| 5.  | 09/05/2011 | Zagrzeb  | Ceglana        | Elica Kostowa       | Ani Mijačika Ana Vrljić                  | 1:6, 6:3, 12–10   |
| 6.  | 08/08/2011 | Doboj    | Ceglana        | Vivien Juhaszová    | Martina Borecká Petra Krejsová           | 7:5, 6:3          |
| 7.  | 23/01/2012 | Majorka  | Ceglana        | Anastasia Grymalska | Simona Dobrá Lucie Kriegsmannová         | 7:6(6), 2:6, 10–7 |
| 8.  | 16/09/2012 | Sofia    | Ceglana        | Katarzyna Piter     | Marina Mielnikowa Raluca Olaru           | 7:5, 6:1          |
| 9.  | 23/09/2012 | Dobricz  | Ceglana        | Katarzyna Piter     | Lisa Sabino Anne Schäfer                 | 6:2, 7:5          |
| 10. | 22/10/2012 | Antalya  | Ceglana        | Alexandra Damaschin | Wiktorija Luszkowa Ganna Poznichirenko   | 6:1, 3:6, 10–2    |
| 11. | 14/10/2013 | Antalya  | Ceglana        | Pia Konig           | Swiatłana Pirażenka Julia Wachaczyk      | 6:1, 6:4          |